# Fūrin

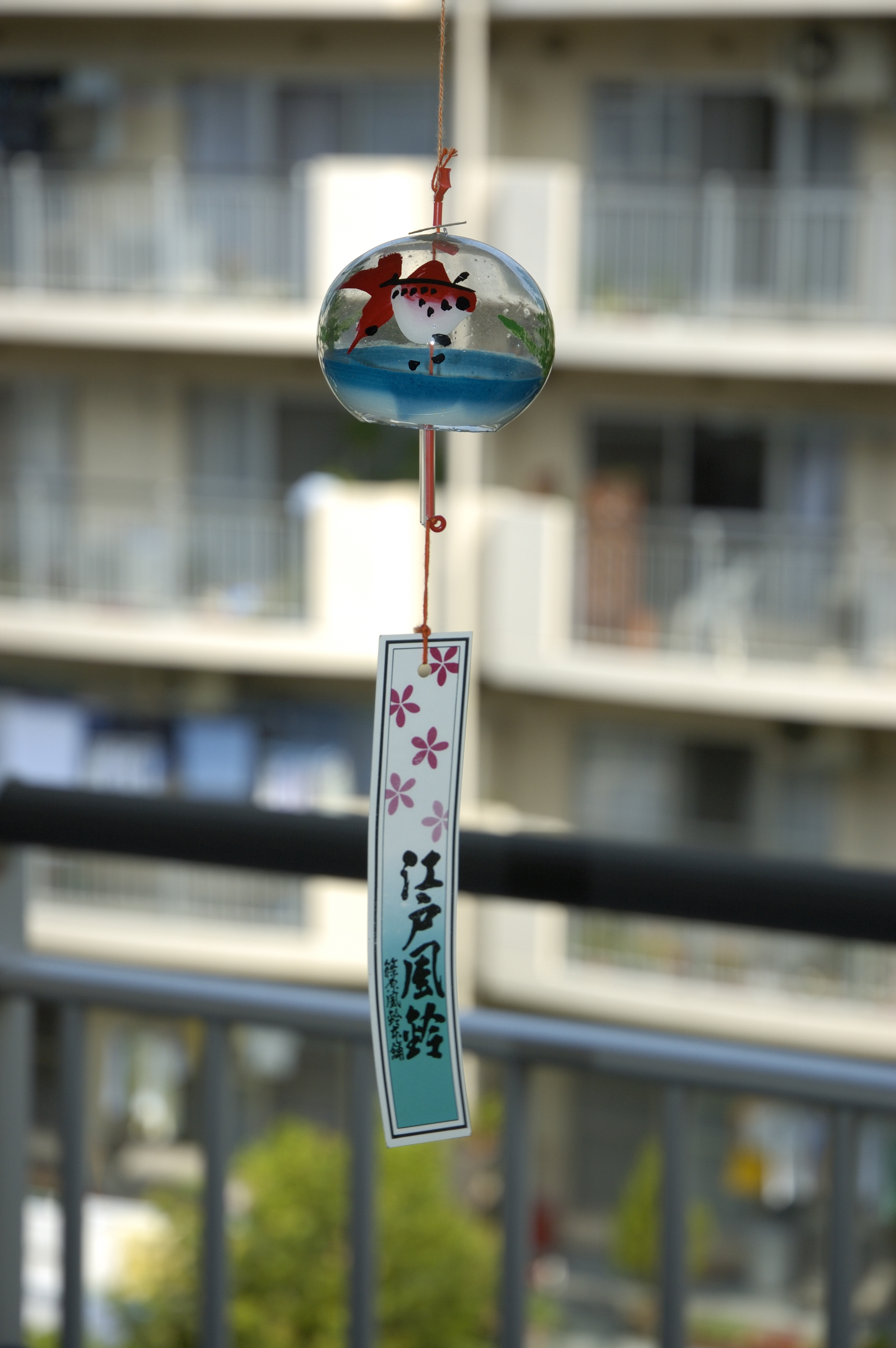
Fūrin appeso alla finestra di un appartamento giapponese

Fūrin (風鈴?) indica un particolare campanellino tipico del Giappone, adoperato durante la stagione estiva.

## Etimologia e storia
Il termine fūrin (風鈴 - ふうりん - hūrin), composto da "hū" - vento - e "rin" - campana - assume in italiano il significato di "campanella al vento". 
La ū, u con il simbolo del macron, viene letta come u doppia, la pronuncia è quindi fuurin; è da evitare la pronuncia "furin", con una sola "u": quest'ultima, infatti, corrisponde a un termine diverso, che significa "immoralità".
In origine proveniente dalla tradizione cinese, il fūrin è stato introdotto in Giappone ormai da secoli, tanto che se ne riporta traccia in ogni genere di opera artistica e fonte storica.
Il monaco buddista Honen Shonin (法然? 1133-1212) di Kamakura lo definì "tesoro nazionale", per il suo supposto potere benefico, mentre almeno fin dal periodo Muromachi (1333-1568) il suono gradevole del fūrin viene associato con l'estate.

## Caratteristiche
Il fūrin è tradizionalmente costituito da un involucro tondeggiante, solitamente di ghisa, da cui pendono uno o più tubicini che, al soffiare del vento, producono lo scampanellio molto caratteristico della terra nipponica.
L'anima può essere di qualsiasi tipo di materiale: legno, PVC, vetro, argenteria, ecc. Normalmente si preferisce il bambù o, come per tradizione, la ghisa. I tubicini, invece, possono essere fatti di acciaio, alluminio, ottone, altri tipi di metalli e legno. Il suono derivato dal loro contatto cambia anche a seconda del materiale di cui sono fatti.
Dai tubicini, inoltre, pende una strisciolina di carta, solitamente realizzata in carta di riso, ma anche in altri tessuti. Sopra di essa sono raffigurati paesaggi, oggetti, frasi o scritte di diverso genere che richiamano dei particolari legati alla tradizione giapponese, come: matsuri, matsu, fugu, tsurigane, ecc.
Solitamente di realizzazione artigianale, i fūrin sono quindi pezzi unici, ma se ne producono oggigiorno anche in serie.

## Utilizzo
I fūrin vengono appesi alle grondaie ed agli infissi delle abitazioni, ma anche alle verande e nei portici di queste e degli esercizi commerciali. Si usa inoltre farli pendere ai rami più bassi degli alberi ed a supporti di qualsiasi genere.
Nei mesi estivi, la stagione più calda ed umida in Giappone, i fūrin vengono appesi e lasciati tintinnare al vento in tutta la nazione, producendo un suono che pervade le campagne ed i centri più piccoli, ma anche le metropoli grazie al forte attaccamento dei Giapponesi nei confronti delle loro tradizioni popolari più intime ed identificative. In questi mesi, infatti, i suoni caratteristici di queste terre sono quelli generati appunto dai fūrin, insieme al coro delle onnipresenti cicale giapponesi ed al suono dei fuochi artificiali hanabi.
Il fūrin, lungi da realizzare unicamente una funzione decorativa, nasce per adempiere, e tutt'oggi adempie, a due scopi fondamentali. Si ritiene infatti -tradizionalmente- che, da una parte, renda il caldo afoso dell'estate meno pesante ed opprimente, grazie al suo suono molto delicato, e d'altra parte è antichissima e mantenuta ancora in auge per il fūrin una funzione cultuale basata sulla credenza che il loro suono tenga lontani gli spiriti maligni dai luoghi abitati, e per questo vengono anche chiamati scacciaspiriti.
Infine, esistono anche particolari fūrin usati in funzione meteorologica: alcuni di essi sono infatti utilizzati nello studio dei venti, fenomeno rilevante nelle isole giapponesi, data l'alta densità di tifoni ed eventi atmosferici distruttivi dovuti al clima subtropicale.
L'estrema diffusione dei fūrin ha obbligato numerosi centri urbani giapponesi ad emettere ordinanze che regolano l'utilizzo di tali campanellini tipici, soprattutto durante la notte e con il maltempo.